# Seznam českých hráčů v NHL v sezóně 2025/2026
Toto je seznam hráčů Česka, kteří se objevili v NHL v sezóně 2025/2026.
- Nehráli play-off

| Klub                  | Hráč                                        | Link             | Play off         |
| Pacifická divize      | Pacifická divize                            | Pacifická divize | Pacifická divize |
| --------------------- | ------------------------------------------- | ---------------- | ---------------- |
| Anaheim Ducks         | Petr Mrázek • Radko Gudas                   | Zde              |                  |
| Calgary Flames        | Adam Klapka                                 | Zde              |                  |
| Edmonton Oilers       | David Tomášek                               | Zde              |                  |
| Los Angeles Kings     | nikdo                                       | Zde              |                  |
| San Jose Sharks       | nikdo                                       | Zde              |                  |
| Seattle Kraken        | nikdo                                       | Zde              |                  |
| Vancouver Canucks     | Filip Hronek • Filip Chytil • Jiří Patera   | Zde              |                  |
| Vegas Golden Knights  | Tomáš Hertl                                 | Zde              |                  |
| Centrální divize      |                                             |                  |                  |
| Utah Hockey Club      | Karel Vejmelka • Vítek Vaněček              | Zde              |                  |
| Chicago Blackhawks    | nikdo                                       | Zde              |                  |
| Colorado Avalanche    | Martin Nečas                                | Zde              |                  |
| Dallas Stars          | Radek Faksa                                 | Zde              |                  |
| Minnesota Wild        | nikdo                                       | Zde              |                  |
| Nashville Predators   | nikdo                                       | Zde              |                  |
| St. Louis Blues       | nikdo                                       | Zde              |                  |
| Winnipeg Jets         | nikdo                                       | Zde              |                  |
| Atlantická divize     |                                             |                  |                  |
| Boston Bruins         | David Pastrňák • Pavel Zacha • Matěj Blümel | Zde              |                  |
| Buffalo Sabres        | Jiří Kulich                                 | Zde              |                  |
| Detroit Red Wings     | nikdo                                       | Zde              |                  |
| Florida Panthers      | Tomáš Nosek                                 | Zde              |                  |
| Montreal Canadiens    | Jakub Dobeš                                 | Zde              |                  |
| Ottawa Senators       | nikdo                                       | Zde              |                  |
| Tampa Bay Lightning   | nikdo                                       | Zde              |                  |
| Toronto Maple Leafs   | David Kämpf                                 | Zde              |                  |
| Metropolitní divize   |                                             |                  |                  |
| Carolina Hurricanes   | nikdo                                       | Zde              |                  |
| Columbus Blue Jackets | nikdo                                       | Zde              |                  |
| New Jersey Devils     | Ondřej Palát                                | Zde              |                  |
| New York Islanders    | David Rittich                               | Zde              |                  |
| New York Rangers      | nikdo                                       | Zde              |                  |
| Philadelphia Flyers   | Daniel Vladař                               | Zde              |                  |
| Pittsburgh Penguins   | nikdo                                       | Zde              |                  |
| Washington Capitals   | nikdo                                       | Zde              |                  |